# Pataniscas de bacalhau

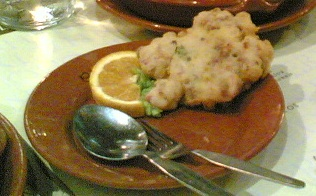
Patanisca de bacalhau

Pataniscas de bacalhau é um prato típico da culinária portuguesa, com origem na região da Estremadura.
As pataniscas consistem em pedaços de bacalhau desfiado ou em lascas frito, em polme de farinha de trigo e leite, temperado com sal, pimenta e salsa, podendo também levar ovo e cebola, nalgumas receitas mais modernas. Possuem uma forma irregular achatada ou esférica.
Na região do Porto, também podem ser conhecidas simplesmente por iscas ou iscas de bacalhau, embora seja realmente um prato diferente, que consiste num filete de bacalhau cru albardado em polme de farinha e ovo e frito.
Também se lhes conhece o nome laroca.
Muitas vezes, são acompanhadas por arroz de feijão encarnado, ou arroz de tomate, ou salada de feijão frade, mas também podem ser consumidas como petisco, acompanhadas de uma bebida, ou mesmo numa sandes.

## História

### Percursor
A primeira receita escrita e compilada que servirá de precursora da patanisca de bacalhau, surge já no séc. XIX.
Em 1795, a Academia das Ciências entrega a medalha de ouro a D.ª Teresa de Sousa Maciel, e outros reconhecidos botânicos da época, pela sua frutuosa produção de batata, em Vilarinho de São Romão. Terá  sido o filho desta, o visconde de Vilarinho de São Romão, quem publicará em 1841, no tratado culinário intitulado « Arte do Cozinheiro e do Copeiro», sob o nome de «Bolinhos de Bacalhau», aquela que se afigura como primeira precursora da receita de pataniscas de bacalhau, bem como dos pastéis de bacalhau. Esta receita era acompanhada por um molho de vinagre.

### Evolução da receita moderna
A primeira receita moderna, já com o nome «pataniscas de bacalhau», surge em 1973, no livro «Cozinha Regional Portuguesa», de Maria Odete Cortes Valente, onde a origem da receita é atribuída à região da Estremadura, consistindo num preparado em que o bacalhau é desfiado e o polme tem farinha, leite, sal, pimenta e salsa.
Mais tarde, Maria de Lourdes Modesto, no livro “Cozinha Tradicional Portuguesa”, em 1982, apresenta uma receita de pataniscas, mais uma vez, integrada na região da Estremadura. Volvidos os anos 80, Francisco Hipólito Raposo na obra «Pequeno Roteiro Gastronómico de Portugal» reitera esta proveniência geográfica, referindo-se às pataniscas de bacalhau como «muito lisboetas».
Posteriormente, em 1998, no livro «Comeres de Lisboa» de António Manuel Couto Viana e Ceferino Carrera, é apresentada uma receita de patanisca na qual ou bacalhau é desfeito em lascas ou corta-se em filetes pequenos que depois ficam a marinar durante 2 horas num pouco de leite e limão. Depois, atendendo à aludida receita, prepara-se um polme espesso com a farinha, o ovo inteiro, sal e pimenta, a cebola e salsa picadas, o azeite e a água necessária.

## No Brasil
Do outro lado do Atlântico, também as pataniscas são uma referência culinária, reconhecida como herança culinária portuguesa.
Com efeito, em 1999, Maria Lucia Gomensoro na obra “Pequeno Dicionário de Gastronomia”, menciona as pataniscas, descrevendo-as como uma «Iguaria típica da cozinha de lisboa, Portugal, é feita com lascas fritas de bacalhau, passadas numa massa líquida de farinha (polme), temperadas com salsa e cebola», que marcava presença em vários pontos da diáspora portuguesa no Brasil.

Na obra brasileira do início do séc. XXI, "Dicionário-Almanaque de Comes  & Bebes", de  Cláudio Fornari, descrevem-se as pataniscas como «Isca de bacalhau envolvida em farinha e depois frita».